# Романови
Романови е управляваща династия, руски болярски род и фамилия на руските царе в Царство Русия от 1613 г. и руските императори от 1721 г. в Руската империя, а по-късно – полските крале, великите князе на Литва и Финландия, херцозите на Олденбург и Шлезвиг-Холщайн-Готорп и великите господари на Малтийския орден. Основател на династията е Михаил Романов. На 17 юли 1918 г., когато болшевиките разстрелват семейството на последния руски цар и император Николай II е сложен край на династията. Преди това той е принуден да абдикира на 15 март 1917 г. в резултат на февруарската революция. Романови са втората руска династия, първата е Рюриковичи.
Романови постигат известност като боляри на Великото московско княжество, по-късно на Руското царство. През 1613 г., след години на смущения, земският събор предлага за руската корона Михаил Романов. Той се възкачва на трона като Михаил I, превръщайки се в първия цар на Русия от династията Романови. Неговият внук Петър I основава Руската империя и превръща страната в континентална сила чрез поредица от войни и реформи.
Пряката мъжка линия на Романови завършва, когато Елисавета умира през 1762 г. След династичната криза, династиите на Шлезвиг-Холщайн-Готорп и Олденбург, възкачват на престола през 1762 г. Петър III, внук на Петър I. Всички владетели от средата на 18 век до революцията от 1917 г. произлизат от този клон. Макар и официално известни като Романови, тези потомци на династиите Романов и Олденбург понякога се наричат Холщайн-Готорп-Романов.
В началото на 1917 г. династията Романови има 65 членове, от които 18 са убити от болшевиките. Останалите 47 заминават в изгнание в чужбина.

## Руски царе от династията Романови (1613 – 1725)

### Михаил I Фьодорович (1613 – 1645)
Произходът на династията и фамилията е легендарен и според двете водещи версии идва или от Тевтонския орден в Прусия в началото на 14 век или от Новгородските граждани Романовци.
Първите достоверни исторически сведения свързват Романови с Андрей Иванович Кобила –, син на литовски княз езичник, болярин в двора на московския княз Иван Калита. Той се установява в Русия и приема християнството. името Романови се налага през 16-ти век и е свързано с московския болярин Роман Юриевич (†1543), чиято дъщеря Анастасия (ок. 1530 – 1560) е дадена за съпруга на цар Иван IV Грозни. Братът на царицата, Никита Романов (†1586), е опекун на своя племенник Фьодор I, последният владетел от династията Рюриковичи. На неговото влияние слага край Борис Годунов, който е избран за цар на Русия след смъртта на Фьодор I. Никита има син Фьодор (1553/56 – 1633), жене за Ксения Шектакова (†1631). През 1601 г. Фьодор изпада в немилост пред Борис Годунов и е принуден насила да приеме монашество под името Филарет. Лъже-Дмитрий I го издига за митрополит на Ростов, а през 1610 г. е включен в руското пратеничество при полския крал Зигмунд III Васа, който го задържа до 1619 г.
Фьодор (Филарет) има син, избран на шестнадесетгодишна възраст от Земския събор за цар на Русия под името Михаил I Фьодорович (1613 – 1645). От 1619 г. той управлява в тясно сътрудничество със завърналия се от Полша свой баща, когото определя за московски патриарх. Царят съумява да умиротвори страната, изтощена от продължителния период на смутове и войни, и да възстанови реда. През 1624 той се жени Мария (†1625), дъщеря на княз Владимир Долгоруков, а след ранната ѝ смърт – за Евдокия (†1645), дъщеря на дворянина Лукиян Стрешньов, от която има десет деца, четири от които достигат пълнолетие:
1. Ирина (1627 – 1679), неомъжена
2. Алексей Михайлович Тихия (19.3.1629 – 29.1.1676)
3. Анна (1630 – 1692)
4. Татяна (1636 – 1706).[4][5]

### Алексей I Михайлович (1645 – 1676)
След смъртта на Михаил I Фьодорович престола в Москва наследява синът му Алексей I Михайлович (1645 – 1676). В началото на своето управление новият владетел е изправен пред тежка социална и икономическа криза, която постепенно успява да овладее. След две войни с Полша (1654 – 1667) към Русия са присъединени Смоленск и цяла Източна Украйна с главен град Киев, но неуспешните бойни действия срещу Швеция (1656 – 1658) не позволяват на царя да си осигури излаз на Балтийско море. На изток Русия колонизира Сибир и установява контрол над земите до крайбрежието на Тихия океан. Алексей I Михайлович поставя началото на реформи, които срещат съпротива от страна на консервативните болярски кръгове. Последните години от живота му са смутени от църковния разкол, предизвикан от нововъведенията на патриарх Никон, както и от казашкото въстание на Степан Разин (1668 – 1671). Царуването му е свързано с утвърждаването на централизирана и абсолютна монархия в Русия. През 1648 г. Алексей I Михайлович сключва брак с Мария (†1669), дъщеря на княз Иля Милославски, от която има тринадесет деца, но само осем от тях достигат пълнолетие:
1. Евдокия (1650 – 1712), неомъжена
2. Марфа (1652 – 1707)
3. София (1657 – 1704)
4. Екатерина (1658 – 1718)
5. Мария (1660 – 1723)
6. Фьодор III Алексеевич (30.5.1661 – 27.4.1682)
7. Теодосия (1662 – 1713)
8. Иван V Алексеевич (27.8.1666 – 29.1.1696).

След смъртта на Мария Милославская през 1669 г. Алексей I Михайлович се жени за втори път през 1671 г. за Наталия (1651 – 1694), дъщеря на дворянина Кирил Наришкин, която му ражда три деца, но само две достигат пълнолетие:
1. Петър I Велики (30.5.1672 – 28.1.1725)
2. Наталия (1673 – 1716).[4][5]

### Фьодор III Алексеевич (1676 – 1682) и Иван V Алексеевич (1682 – 1696)
Фьодор III Алексеевич (1676 – 1682), наследил баща си Алексей I Михайлович, е образован владетел, който се опитва да продължи курса на реформи, но умира млад. Няма деца от браковете си (1680) с Агафия Семьоновна Грушецка (†1681) и (1682) с Марфа (1664 – 1715), дъщеря на дворянина Матвей Апраксин.
След смъртта на Фьодор III Алексеевич през 1682 г. роднините на царицата майка Наталия Наришкина се опитват да наложат на престола най-малкия син на Алексей I Михайлович – Петър I. Бунт в Москва, предизвикан от елитния полк на стрелците, принуждава болярите да възцарят заедно с него и полубрат му Иван V Алексеевич (1682 – 1696). Иван V Алексеевич, който е тежко болен, не взема реално участие в управлението. През 1684 г. той сключва брак с Прасковя (1664 – 1723), дъщеря на Фьодор Салтиков, от която има пет дъщери, но само три достигат пълнолетие:
1. Екатерина (1692 – 1733), втора съпруга на херцог Карл Леополд фон Мекленбург-Шверин (1678 – 1747)
2. Анна Ивановна (28.1.1693 – 17.10.1740), бъдеща императрица на Русия
3. Прасковя (1694 – 1731), омъжена за Иван Иванович Дмитриев-Мамонов (1680 – 1730).[4][5]

### Петър I Велики (1682 – 1725)
През 1682 г. двамата нови царе са все още малолетни, затова като тяхна регентка се налага сестра им София Алексеевна. Голям успех на нейното управление е сключването на мир с Полша през 1686 г., която се отказва от претенциите си към Украйна. Безрезултатни са обаче двата руски похода (1687, 1689) срещу Кримското ханство, васално на Османската империя.
Докато София Алексеевна управлява от името на братята си, Петър I е държан далеч от държавните дела. Принуден да бездейства, той посещава често московските квартали, обитавани от чужденци, и там получава първите си впечатления от постиженията и културата на западноевропейските страни. През октомври 1689 г. Петър I успява да отстрани София Алексеевна и я заточава в манастир, а сам застава начело на управлението в Русия. Решил да властва като европейски монарх, той си поставя за цел да преодолее географската изолация на своята страна, като ѝ осигури излаз на Балтийско и Черно море. След като отнема крепостта Азов от османските турци, предприема неофициално пътуване в Западна Европа. Посещава Англия, Франция, Холандия и Германия, където наблюдава нравите, техническите постижения и политическия живот. особено се интересува от корабостроенето и от различните нововъведения в манифактурното производство. Завърнал се в Русия, за да потуши бунта на консервативно настроените стрелци (1698), Петър I, наречен Велики, започва първите си реформи: от рязането на брадите и задължението гражданите да носят европейски дрехи, до създаването на боен флот и реорганизирането на армията по немски образец. По време на Северната война (1700 – 1721) той се включва в съюза на Полша и Дания срещу Швеция и успява да завладее редица прибалтийски територии. Шведският крал Карл XII му нанася унизително поражение при Нарва (1700), но не се възползва от победата си, а предпочита първо да се справи с Полша. Това дава възможност на Петър I да мобилизира армията си и да овладее Балтийското крайбрежие, където през 1703 г. основава своята нова столица Санкт Петербург и цитаделата Кронщат. Когато накрая Карл XII нахлува в Русия, императорът (както започва да се титулува Петър I) му нанася съкрушително поражение при Полтава (18 юли 1709 г.). тази победа слага край на шведското военно превъзходство в Балтика и Русия започва да се превръща във велика сила от европейски мащаб. След това Петър I настъпва срещу Османската империя, но прец 1711 г. при река Прут е обкръжен от турците. Избягва унизителното поражение, като им връща крепостта Азов. Тази загуба е компенсирана с разширяването на руския „прозорец“ на Балтика чрез окупацията на шведските провинции Карелия, Ингрия, Естония и Ливония. Те са присъединени окончателно към Русия с договора от Нищат през 1721 г.
Ангажиран във войните със съседите, Петър I не забравя и вътрешните преобразувания в Русия. Заменя стария Болярски съвет със Сенат, чиито членове назначава лично (1711). Тази нова институция е натоварена със задачата да изработи законите и да управлява в отсъствието на монарха, както и контролира работата на министерствата, наречени „колегии“. През 1721 г. Петър I не допуска избирането на нов патриарх и създава Свети синод, с което подчинява църквата на държавата. Предприема и мерки за развитието на образованието, особено техническото. Създава Морската академия, Хирургическата школа, Инженерното училище и подготвя учредяването на Академията на науките. Основава и първия руски университет, но не успява да изгради система за начално и средно образование. С дейността си Петър I впечатлява Европа, която го приема с огромен интерес по време на второто му, вече официално, пътуване през 1716 – 1717 г.
През 1689 г. той се жени Евдокия Лопухина (1670 – 1731), но скоро след това (1698) се развежда с нея и я изпраща в манастир, а от 1718 до 1728 г. тя е затворена в Шлиселбургската крепост. Втората му съпруга е литовка от селски произход, на име Марта Скавронска (1684 – 1727). Омъжена първоначално за шведски войник, тя е отведена през 1702 г. като пленница в Русия. Става метреса на императора, който се жени тайно с нея през 1707 г., а през 1724 г. е коронована за императрица. След като приема православието, тя е преименувана на Екатерина I Алексеевна.
От първия си брак Петър I има син Алексей Петрович (1690 – 1718), който се противопоставя на реформаторската политика на баща си. Той обявява намерението си да постъпи в манастир въпреки брака си с принцеса София-Шарлота (1694 – 1715), дъщеря на херцог Лудвиг-Рудолф фон Брауншвайг-Люнебург. По-късно успява да избяга в Австрия и Италия, но е върнат в Русия, лишен официално от правото да наследи престола и осъден на смърт през 1718 г. Умира същата година в затвора скоро след като е помилван. Има син, бъдещия император Петър II (12.10.1715 – 18.1.1730).
От брака си с Екатерина, Петър I Велики има седем дъщери, но само две доживяват пълнолетие: Анна (1708 – 1728), съпруга на херцог Карл Фридрих фон Шлезвиг-Холщайн-Готорп (1700 – 1739) и Елисавета Петровна (18.12.1709 – 25.12.1761), бъдещата императрица на Русия.

## Императори/императрици на Русия от династията Романови (1725 – 1917)

### Екатерина I Алексеевна, Петър II, Анна Ивановна и Иван VI Антонович (1725 – 1741)
След смъртта на Петър I Велики начело на Русия застава съпругата му Екатерина I Алексеевна (1725 – 1727). По време на краткото ѝ управление държавните дела са фактически в ръцете на княз Александър Меншиков, довереник на Петър I. Екатерина I Алексеевна оставя престола на Петър II (1727 – 1730), син на Алексей Петрович и внук на Петър I Велики. Новият император умира от вариола, на петнадесетгодишна възраст без да сключи брак. За негова наследница е провъзгласена Анна Ивановна (1730 – 1740), втора дъщеря на цар Иван V Алексеевич и вдовица на курландския херцог Фридрих Вилхелм Кетлер (1692 – 1711). Основни събития, свързани с нейното управление, са участието на Русия във Войната за полското наследство (1733 – 1735) и отнемането на Азов от Османската империя (1740). Анна Ивановна няма свои деца, затова определя за свой наследник осиновения от нея Иван VI Антонович (1740 – 1741), син на Антон Улрих фон Брауншвайг-Волфенбютел и на Анна Леополдовна, внучка на цар Иван V Алексеевич от по-голямата му дъщеря Екатерина Ивановна. При възцаряването си Иван VI Антонович е на двумесечна възраст, затова за негова регентка е определена майка му, но властта е в ръцете на княз Бирон, фаворит на императрица Анна Ивановна.
Елисавета, втората дъщеря на Петър I Велики, организира заговор срещу малолетния владетел и успява да го лиши от престола, след което го изпраща на заточение. Шестнадесетгодишният Иван VI Антонович е затворен в Шлиселбургската крепост, където през 1764 г. е убит по заповед на новата императрица Екатерина II Велика.

### Елисавета Петровна и Петър III Фьодорович (1741 – 1762)
Елисавета Петровна (1741 – 1761) завършва успешно войната срещу шведите (1743) и присъединява Финландия към своите владения. Тя взема участие и в Седемгодишната война (1756 – 1763), по време на която руските войски нанасят тежко поражение на пруския крал Фридрих II и дори превземат столицата му Берлин. Императрицата основава Московския университет (1755) и Академията на изящните изкуства в Санкт Петербург (1758).
Елисавета Петровна сключва през 1750 мортанатичен брак с Алексей Григориевич Разумовски (1709 – 1771), от който няма деца, затова оставя престола на племенника си Карл Петер Улрих, син на сестра ѝ Анна Петровна и на херцог Карл Фридрих фон Шлезвиг-Холщайн-Готорп. Той е провъзгласен за руски император под името Петър III Фьодорович (1761 – 1762). Почти необразован, новият владетел е пристрастен единствено към военното дело и е почитател на пруския крал Фридрих II Велики. Поради това отзовава руските войски от Германия и връща на Прусия всички нейни територии без никакви компенсации. През 1762 г. с манифест „връща свободата на аристокрацията“, т.е. отменя задължението, наложено от дядо му Петър I на дворяните, да служат в армията или в административния апарат. Слухът, че крепостното право ще бъде отменено, предизвиква поредица от селски въстания. Широкото недоволство от управлението на императора е използвано от съпругата му Екатерина, дъщеря на принц Кристиан Август фон Анхалт-Цербст. Тя го принуждава да абдикира на 10 юли 1762, след което го поставя под арест. Петър III Фьодорович е удушен същата година по заповед на новата владетелка, провъзгласена за императрица под името Екатерина II Велика (1762 – 1796).

### Екатерина II Велика (1762 – 1796)
С управлението на Екатерина II Велика (1762 – 1796) е свързан един от най-забележителните периоди в руската история. В лицето на императрицата дворянството намира най-голямата си подкрепа: през 1765 г. е издаден указ, който позволява депортирането на крепостни селяни в Сибир, засилва се местното управление – във всяка губерния (провинция) се свикват дворянски събрания начело с изборни предводители. Секуляризацията на поземлени имоти на църквата (1764) прави държавата собственик на два милиона крепостни, принадлежащи дотогава на манастирите. Премахнати са последните казашки свободи с унищожаването на Запорожката сеч (1775); в Украйна е установено крапостно право (1783). При тържествени поводи императрицата подарява на фаворитите си хиляди крепостни селяни.
През 1773 г. избухва най-голямата селска война в руската история – въстанието на Емелян Пугачов, който се представя за Петър III Фьодорович и обединява около себе си недоволното казачество, крепостните и работниците от уралските заводи в голямо антифеодално движение. Въстанието е потушено през 1775 г., а Пугачов е заловен и обезглавен.
От друга страна, при Екатерина II Велика Русия отбелязва сериозен индустриален напредък – в края на 18-ти век са изградени над 2000 фабрики с повече от 200 000 работници. Външната политика на императрицата има две основни насоки – утвърждаване и разширяване на руското присъствие на Балтика и излаз на Черно море. През 1764 г. на полския престол е поставен един от фаворитите на Екатерина – крал Станислав Август Понятовски. Недоволството на полското дворянство води до католическа патриотична лига – федерация (1768). През 1772 г. влиза в Полша и осъществява първото разделение на тази страна, като Русия получава Беларус. По късно Станислав Понятовски сключва антируско споразумение с Прусия (1790) и въвежда нова конституция, която ограничава правата на аристокрацията и осигурява наследственост на изборната дотогава корона (1791). Недоволната полска шляхта се обръща за помощ към Екатерина II, чиито войски повторно нахлуват в Полша, а Прусия изоставя своя съюзник и предпочита да преговаря. Второто разделение на Полша (1793) предоставя на Русия Подолието, Волиния, Вилнюс и Минск. През 1794 г. пълководецът Александър Суворов потушава полското въстание, организирано от Тадеуш Косцюшко. На следващата година Полша окончателно губи държавната си независимост, а Русия присъединява към своите територии Курландия и останалата част от Литва.
Изключително успешна е и черноморската политика на владетелката. Подтикната от Франция, Османската империя обявява война на Русия през 1768 г. Войските на екатерина II започват офанзива по суша и море, окупират румънските княжества (1769), а ескадрата на адмирал Алексей Орлов, след като заобикаля цяла Европа, се появява изненадващо в Егейско море и разбива турския флот при Чешме (1770). С договора от Кючук-Кайнарджа (1774) Османската империя отстъпва на Русия Северното Черноморско крайбрежие от полуостров Крим до река Днепър, отваря Проливите за руските търговски кораби и признава Русия за покровител на православното население в турските територии. Екатерина II начертава грандиозен план за възстановяването на Византия, чийто престол се предвижда да заеме внукът ѝ Константин Павлович. Новозавладените земи в Южна Русия са всестранно интегрирани, започва създаването на черноморски боен флот, изградени са пристанища в Херсон, Севастопол и Николаев. Втората Руско-турска война (1787 – 1791) завършав с Яшкия договор (1792), според който в границите на Русия са включени полуостров Крим и районът между реките Буг и Днестър.
Повлияна от духа на своето време, Екатерина II винаги демонстрира желанието си да бъде възприемана като просветен монарх, който не е чужд на либералните идеи: поддържа оживена кореспонденция с френските философи Волтер, Дидро, Жан льо Рон д’Аламбер|Д’Аламбер, открива нови училища, създава първия девически институт в Русия (1764); покровителства науките, подкрепя създаването на печетници. Самата тя е високообразована, пише комедии и драми, оставя „Мемоари“.

### Павел I Петрович (1796 – 1801)
От брака си с Петър III Фьодорович Екатерина II Велика има само един син, Павел I Петрович (*20.9.1754 – †12.3.1801) (1796 – 1801), който я наследява на престола. Той е дълбоко впечатлен от трагичната смърт на баща си и от скандалния личен живот на майка си, която дори замисля да го лиши от престолонаследие. Павел I започва управлението си, като отдава посмъртни почести на Петър III и отстранява фаворитите на Екатерина II. Той намалява работата на крепостните селяни за господаря на три дни седмично (1797) и възстановява телесните наказания за дворянството, но не преустановява раздаването на земи на своите приближени. Застава начело на Втората европейска коалиция срещу революционна Франция. Руските войски, начело с генерал Александър Суворов, достигат Северна Италия, където нанасят поражение на французите. Скоро след това Павел I заема антибританска позиция и коалицията се разпада. През 1801 г. императорът загива вследствие на дворцов заговор, към който се присъединява най-големият му син Александър.
Павел I се жени два пъти: 1773 г. за Наталия (Вилхелмина) Алексевна (1755 – 1776), дъщеря на ландграф Лудвиг IX фон Хесен–Дармщат, от която има само едно мъртвородено дете и втори брак през 1776 г. за Мария Фьодоровна (София-Доротея) (1759 – 1828), дъщеря на вюртембергския херцог Фридрих Евгений II, от която има девет деца, достигнали пълнолетие:
1. Александър I Павлович (12.12.1777 – 19.11.1825), следващ император на Русия;
2. Константин Павлович (1779 – 1831), ∞ (1) (1796, развод 1820) за Анна (Юлиана) Фьодоровна (1781 – 1860), дъщеря на херцог Франц фон Саксен-Кобург-Заафелд, ∞ (2) (1820, морганатичен брак) за Йоана Антоновна (1799 – 1831), графиня Грудзинска, княгиня Ловичка;
3. Александра (1783 – 1801), ∞ 1799 за ерцхерцог Йозеф Антон Йохан (1776 – 1847), принц палатин на Унгария;
4. Елена (1784 – 1803), ∞ 1799 за принц Фридрих Лудвиг фон Мекленбург-Шверин (1778 – 1819);
5. Мария (1786 – 1859), ∞ 1804 за великия херцог Карл Фридрих фон Саксен-Ваймар-Айзенах (1783 – 1853);
6. Екатерина (1788 – 1819), ∞ (1) (1809) за принц Петер Фридрих Георг фон Холщайн-Готорп-Олденбург (1794 – 1812), ∞ (2) (1816) за крал Вилхелм I фон Вюртемберг (1781 – 1864);
7. Анна (1795 – 1865), ∞ 1816 за нидерландския крал Вилем II (1792 – 1849);
8. Николай I Павлович (25.6.1796 – 18.2.1855), бъдещ император на Русия;
9. Михаил Павлович (1798 – 1849), ∞ 1824 за Елена (Фредерика-Шарлота-Мария) Павловна (1807 – 1873), дъщеря на принц Паул фон Вюртемберг, от която има три дъщери:
  1. Мария (1825 – 1846);
  2. Елизавета (1826 – 1845), ∞ 1844 за великия херцог на Люксембург Адолф I (1817 – 1905);
  3. Екатерина (1827 – 1894), ∞ 1851 за херцог Георг фон Мекленбург-Щрелиц.[6]

### Александър I Павлович (1801 – 1825)
Александър I Павлович Благословения (1801 – 1825), заел престола след убийството на баща си, е възпитан в духа на „просветителите“ от 18-ти век и в принципите на просветния абсолютизъм. И вътрешната, и външната му политика са изтъкани от противоречия, резки обрати и случайни хрумвания. В първите години от управлението си той се ангажира със сериозна реформаторска програма: отменени са цензурата, тайната полиция, изтезанията. Сенатът получава правото да контролира правосъдието и администрацията (1802); публикуван е указ за „свободните работници“, който позволява освобождаването и оземляването на крепостни селяни срещу откуп (1803); одобрен е проектът на граф Михаил Сперански (1809) за реорганизация на държавата чрез създаване на представителни национални и местни събрания. Много от тези реформи остават безрезултатни поради опозицията на дворянството, както и поради нерешителния характер на императора. В периода 1815 – 1820 г. Александър I изпада под влиянието на религиозния мистицизъм на т.нар. Библейско общество. Той освобождава крепостните селяни в балтийските страни, не крие намеренията си да даде конституция на Русия, работи за обединението на християнските общности чрез различни символични манифести.
Революционните настроения сред младите офицери предизвикват рязък обрат в политиката на императора. След като скъсва завинаги с либералните идеи, Александър I засилва цензурата, преследването на политическите сдружения, връща се отново към Православната църква като към най-добрия защитник на самодържавието, подкрепя мерките на други владетели срещу европейските либерални движения. През 1822 г. публикува указ за пълното връщане на крепостното право, позволяващ да се депортират без съд крепостни селяни в Сибир.
С резки обрати е изпълнена и външната политика на Александър I. Първоначално се сближава с френския император Наполеон I и дори сключва с него таен договор, но не след дълго (1805) образува заедно с Англия Третата европейска коалиция, към която се присъединяват Австрия, Прусия и Швеция. След поредица военни неуспехи, най-тежкото от които е поражението при Аустерлиц (1805), императорът сключва с Наполеон I Договора от Тилзит (1807), с който се признава новият ред в Европа, установен от французите, и включва Русия в Континенталната блокада. Блокадата донася огромни стопански загуби на Русия, тъй като Англия е основният пазар на руското зърно и суровини. По искане на Франция е възстановена полската независимост чрез създаването на Варшавското велико херцогство.
Сближаването на Наполеон I с Австрия води до нов обрат във външната политика на императора. Русия започва подготовка за решителна борба с Франция, но Наполеон I я изпреварва. Неговият поход в Русия (1812), по време на който дори превзема Москва, завършва катастрофално. Александър I застава начело на обединените антифренски сили и на 31 март 1814 г. влиза в Париж заедно със съюзницете си. След Стоте дни на френския император през 1815 г. проявява великодушие към Франция и на Виенския конгрес се противопоставя на идеята за разпокъсването ѝ. Подкрепя създаването на Свещения съюз, който да моделира отношенията между държавите върху принципите на мира и съглесието, вдъхновени от християнските ценности, без да руши традиционния им вътрешен ред.
Александър I умира внезапно на 19 ноември 1825 г. при едно пътуване в Крим. Той няма живи деца от съпругата си (женен 1793) Елисавета (Луиза-Мария-Августа) Алексеевна (1779 – 1826), дъщеря на принц Карл Лудвиг фон Баден, затова след смъртта му в Русия е поставен въпросът за престоланаследието.

### Николай I Павлович (1825 – 1855)
Великият княз Константин Павлович (*1779 – †1831), по това време управител на Полша, е принуден още приживе на брат си Александър I Павлович да се откаже от своите права върху престола. Той няма деца от двете си съпруги Анна (Юлиана) Фьодоровна и Йоана Антоновна, затова Александър I оставя корона на по-малкия си брат Николай I Павлович (1825 – 1855), трети син на Павел I Петрович.
Константин Павлович забавя официалното потвърждение за абдикацията си и продължилата три седмици несигурност кой ще е следващия император, е използвана от тайните руски революционни общества. На 26 декември 1825 г. в деня на клетвата пред новия император Николай I, избухва въстанието на декабристите. То е потушено за по-малко от месец. Бунтът убеждава императора, че дворянството вече е престанало да бъде напълно сигурна опора на самодържавието и той се ориентира към търсене на подкрепа от страна на чиновническото съсловие. Получил сурово ваенно възпетание, Николай I е пристрастен към дълга и дисциплината, стреми се да изгради централизирана администрация, която установява над Русия режим на строг надзор. Той създава Третото отделение на императорската канцелария (1826), натоварено с ръководството на политическата полиция. Пресата, литературата и университетите попадат под контрила на държавата. Издават се нови закони за цензурата (1826): забранено е получаването на чужди вестници и книги; отказът от православието се наказва с принудителен труд; всеки, обвинен в антидържавни идеи, може да получи наказание без съдебна присъда. Законодателното отделение на императорската канцелария, ръководено от граф Михаил Сперански, изготвя пълен кодекс на руските закони, издадени след 1649 г. Проведени са частични мерки за ограничаване на крепостничеството, които не успяват да спрат вълната от селски бунтове през цялото царуване на Николай I. Ускорява се индустриализацията на Русия. През 1837 г. е построена първата железопътна линия.
Върху принципите на самодържавието се основава и външната политика на Николай I. Русия се утвърждава като световна империя, изградена върху теорията за Москва като Трети Рим. Руско-турската война от 1828 – 1829 г. позволява на владетеля да присъедини към своите земи кавказкия бряг на Черно море, както и да утвърди влиянието си на Балканите, чрез извоюването на независимостта на Гърция и автономия за Влашко, Молдова и Сърбия. Войските на императора потушават Полското национално въстание от 1830 – 1831 г. През 1849 г., когато вълна от революции обхваща Европа, Николай I изпраща войски в подкрепа на австрийския император Франц Йосиф I за потушаване на въстанието на унгарските му поданици. Последното значително събитие в управлението му е участието на Русия в Кримската война (1853 – 1856). Императорът умира в разгара ѝ, когато силите на европейската коалиция обсаждат Севастопол.
През 1817 г. Николай I Павлович сключва брак с Александра (Фредерика-Луиза-Шарлота) Фьодоровна (1798 – 1860), дъщеря на пруския крал Фридрих Вилхелм III, която му ражда седем деца:
1. Александър II Николаевич (17.4.1818 – 1.3.1881), следващия император на Русия;
2. Мария Николаевна (1819 – 1876), ∞ (1) (1839) за херцог Максимилиан фон Лайхтенберг (Боарне) (1817 – 1852), ∞ (2) (1856) за Григорий Александрович Строганов (1823 – 1879);
3. Олга Николаевна (1822 – 1892), ∞ 1846 за краля на Вюртемберг Карл I (1823 – 1891);
4. Александра Николаевна (1825 – 1844), ∞ 1844 за принц Фридрих Вилхелм фон Хесен-Касел (1820 – 1884);
5. Константин Николаевич (1827 – 1892), ∞ 1848 за Александра (Йозефа) Йосифовна (1830 – 1911), дъщеря на херцог Йозеф фон Саксен-Алтенбург, от която има пет деца:
  1. Николай Константинович (1850 – 1918), ∞ (1882, морганатичен брак) за Надежда Александровна Дрейер (1861 – 1929);
  2. Олга Константиновна (1851 – 1926), ∞ 1867 за гръцкия крал Георгиос I;
  3. Вера Константиновна (1854 – 1912), ∞ 1874 за херцог Вилхелм-Ойген фон Вюртемберг (1846 – 1877);
  4. Константин Константинович (1858 – 1915), ∞ 1884 за Елизавета Маврикиевна (1865 – 1927), дъщеря на принц Мориц фон Саксен-Алтенбург;
  5. Дмитрий Константинович (1860 – 1918), неженен.[7]
6. Николай Николаевич Старши (1831 – 1891), ∞ 1856 за Александра Петровна (1838 – 1900), дъщеря на принц Петер фон Олденбург:
  1. Николай Николаевич Младши (1856 – 1929), ∞ 1907 за Анастасия (Стана) (1868 – 1935), дъщеря на черногорския крал Никола I;
  2. Петър Николаевич (1864 – 1931), ∞ 1889 за Милица (1866 – 1951), дъщеря на черногорския крал Никола I.
7. Михаил Николаевич (1832 – 1909), ∞ 1857 за Олга (Сесилия) Фьодоровна (1839 – 1891), дъщеря на великия херцог Леополд фон Баден, от която има седем деца:
  1. Николай Михайлович (1859 – 1919), неженен;
  2. Анастасия Михайловна (1860 – 1922), ∞ 1879 за великия херцог Фридрих Франц III фон Мекленбург-Шверин (1851 – 1897);
  3. Михаил Михайлович (1861 – 1929), ∞ 1891 (морганатичен брак) за София Николаевна (1868 – 1927);
  4. Георгий Михайлович (1863 – 1919), ∞ 1900 за Мария Георгиевна (1876 – 1940), дъщеря на гръцкия крал Георгиос I;
  5. Александър Михайлович (1866 – 1933), ∞ 1894 за Ксения Александровна (1875 – 1960), дъщеря на руския император Александър III Александрович;
  6. Сергей Михайлович (1869 – 1918), неженен
  7. Алексей Михайлович (1875 – 1895), неженен.[6][8]

### Александър II Николаевич (1855 – 1881)
Император Александър II Николаевич (1855 – 1881), първородният син на Николай I, наследява баща си по време на Кримската война, когато Русия е изправена пред поражение. Той приключва войната с подписването на Парижкия договор (1856), който затваря Черно море и Проливите за руския боен флот. Императорът преценява, че поражението се дължи главно на остарелите социални и политически структури на Русия, поради което започва мащабни реформи: на 31 март 1861 г. е публикуван указ, с който се освобождават от крепостна зависимост 47 милиона селяни. Осеществена е и реформа на съдебната система: съсловните съдилища от времето на Екатерина II Велика са заменени с трибунали, които трябва да осигурят бързо и хуманно правосъдие за цялото население. Създават се местни събрания, избирани от всички класи – т.нар. земства (1864). Увеличен е броят на лицеите, изграждат се нови университети, осигурен е достъп на жените до средното и висшето образование. Стопанското развитие на Русия получава ново ускорение чрез строежа на много железопътни линии. Редица реформи обаче се оказват непълни или прибързани – например след отмяната на крепостното право селяните получават лична свобода, но без право върху земята, което поставя началото на тежка аграрна криза.
Полското въстание от 1863 – 1864 г. и опитът за убийство на Александър II (1866) слагат край на либералната му ориентация. Последните значителни реформи от неговото време са установяването на изборни общински съвети (1870) и всеобщата военна служба (1874), но вече в условията на засилена цензура и строг контрол над образованието. Появяват се редица движения, основани върху идеологията на нихилизма и анархизма.
Външната политика на Русия при Александър II е свързана с нови териториални придобивки. През 1859 г. приключва завладяването на Кавказ, а през 1868 г. са присъединени Бухара и Самарканд в Централна Азия. На Лондонската конференция (1870) е ревизиран Парижкият договор и Русия си възвръща свободата на действие в Черно море. Позициите на Александър II в Централна Европа са укрепени чрез присъединяването му към Съюза на тримата императори (1873). Руско-Турската война (1877 – 1878) е успешна за Русия, но дипломатическата намеса на Англия проваля Сан-стефанския мирен договор от 3 март 1878 г., който предвижда възстановяване на българската държава в граници, включващи цялото българско население. На Берлинския конгрес (1878) Русия, изоставена от германския канцлер Ото фон Бисмарк, се оказва в изолация и българските земи са разпокъсани, но е провъзгласена независимостта на Сърбия и Румъния.
Продължават опитите за покушения срещу живота на Александър II: терористичната група „Народна воля“ подготвя систематично убияството на императора. След като избягва четири атентата, Александър II загива на 1 март 1881 г., разкъсан от бомба до Михайловския дворец в Санкт Петербург. През 1841 г. той се жени за Мария (Мария-Максимилиана-Вилхелмина) Александровна (1824 – 1880), дъщеря на великия херцог Лудвиг II фон Хесен-Дармщат, от която има седем деца достигнали пълнолетие:
1. Николай Александрович (1843 – 1865), неженен
2. Александър III Александрович (26.2.1845 – 20.10.1894), следващ император на Русия;
3. Владимир Александрович (1847 – 1909), ∞ 1874 за Мария Павловна (1854 – 1920), дъщеря на великия херцог Фридрих Франц II фон Мекленбург-Шверин, от която има четири деца; Кирил Владимирович (1876 – 1938); Борис Владимирович (1877 – 1943); Андрей Владимирович (1879 – 1956); Елена Владимировна (1882 – 1937);
4. Алексей Александрович (1850 – 1908), неженен
5. Мария Александровна (1853 – 1920), ∞ 1874 за херцога на Единбург Алфред (1844 – 1900);
6. Сергей Александрович (1857 – 1905), ∞ 1884 за Елисавета (Ела) Фьодоровна (1864 – 1918), дъщеря на великия херцог Лудвиг IV фон Хесен-Дармщат, от която има двама синове: Борис Сергеевич (1877 – 1943) и Андрей Сергеевич (1879 – 1956);
7. Павел Александрович (1860 – 1919), ∞ (1) (1889) за Александра (1870 – 1991), дъщеря на гръцкия крал Георгиос I, от която има две деца: Мария Павловна (1890 – 1958) и Дмитрий Павлович (1891 – 1942), ∞ (2) (1902, морганатичен) за Олга Валериановна Карнович (1865 – 1929).[6]

След смъртта на първата си съпруга през май 1880 г. император Александър II Николаевич сключва тайно морганатичен брак през юли същата година с Екатерина Михайловна Долгорукова (1847 – 1922), която още преди брака им му ражда три деца: Георгий (*1872), Олга (1873 – 1923) и Екатерина (*1878).

### Александър III Александрович (1881 – 1894)
Новият руски император Александър III Александрович (1881 – 1894) е възпитан в консервативен дух. След като екзекутира атентаторите, виновни за смъртта на баща му, той предприема серия от мерки за пълна реставрация на самодържавието. Създадена е политическа полиция (1881) и е наложена превантивна цензура. Студентите и висшето образование са поставени под строг контрол, а началните училища – под надзора на Светия синод на Руската православна църква. Евреите практически губят достъп до висшето образование и до някои професии, например адвокатската. Селските общини са управлявани от земски началници, назначавани от вътрешното министерство и подбирани от средите на дворанството. Царуването на Александър III е белязано от жестоки репресии, извършени от правителството. В балтийските страни, Финландия, Полша и Кавказ се развива процес на засилена русификация. Това предизвиква разрастване на революционното движение. В руския политически живот се появява марксизмът – през 1883 г. Георгий Плеханов основава в Женева Групата за освобождение на труда.
Недоволен от Берлинския конгрес (1878), Александър III скъсва Съюза на тримата императори по време на българската криза (1885 – 1886) и се ориентира към сближаване с Франция. Русия получава ново териториално разширение в Централна Азия, Туркестан и Далечния изток. Икономическото развитие на огромната държава е свързано с големи промени и постепенно навлизане в епохата на индустриалния капитализъм.
През 1866 г. Александър III се жени за Мария (Дагмар) Фьодоровна (1847 – 1928), дъщеря на датския крал Кристиан IX, от която има пет деца:
1. Николай II Александрович (6.5.1868 – 16/17.7.1918), последен император на Русия;
2. Георгий Александрович (1871 – 1899), неженен;
3. Ксения Александровна (1875 – 1960), ∞ 1894 за великия княз Александър Михайлович;
4. Михаил Александрович (1878 – 1918), ∞ 1911 (морганатичен брак) за Наталия Сергеевна Шереметевска (1880 – 1952), графиня Брасова;
5. Олга Александровна (1882 – 1960), ∞ (1) (1901, развод 1916) за принц Петер фон Холщайн-Готорп-Олденбург (1864 – 1924), ∞ (2) (1916, морганатичен брак) за Николай Александрович Куликовски (1880 – 1952).[6]

### Николай II Александрович (1894 – 1917)
След смъртта на Александър III руската корона получава първородният му син Николай II Александрович (1894 – 1917). Той идва на власт с желанието да продължи политиката на баща си за укрепване на самодържавието. Вследствие на икономическия прорес на страната обаче нараства и броят на руския пролетариат, сред който се разпространяват марксически идеи. През 1898 г. в Минск се провежда първият конгрес на новоучредената Руска социалдемократическа партия. Самото правителство прави опити да изработи работническо законодателство. Поредицата лоши реколти предизвиква селски бунтове. Най-значителните революционни вълнения обаче се надигат след военните неуспехи на империята. Пораженията в Руско-японската война (1904 – 1905) слагат началото на масови протести, стачки и вълнения. На 30 октомври 1905 г. Николай II в опита си да овладее вътрешнополитическата криза, издава манифест, с който възвестява преминаването към конституционен режим и дава свобода на събранията, организациите и изповядването на култовете. Конституционализмът скоро е провален с последователното разпускане на руския парламент – Първата (1906), Втората (1907) и Третата (1907 – 1912) държавна дума. Императорът поставя начело на правителството Пьотър Столипин (1906), който със забележителна енергия се опитва да спаси режима. При неговото управление са оземлени селяните и се създава средноимотна класа в селата. След като Столипин е убит през 1911 г., Николай II губи желанието и енергията си да продължи политиката на реформи, още повече че императорското семейство попада под влиянието на представящия се за лечител и мистик Григорий Распутин.
В края на 19-ти век Русия преориентира външнополитическите си интереси към Далечния изток: заедно с Германия и Франция руското правителство принуждава през 1895 г. Япония да се откаже от редица свои завоевания в Китай; Китай е принуден да отстъпи на Русия през 1896 г. правото за строителство на мощна военноморска база в Порт Артур. През 1900 г. руските войски окепират Манджурия, което предизвиква безпокойство на Япония. На 18 февруари 1904 г. японският флот напада руските бойни кораби в Порт Артур, което слага началото на война между двете държави, продължила до 1905 г. Русия губи войната и трябва да се откаже от Манджурия и Южен Сахалин с договора от Портсмут (1905). По време на Балканските войни (1912 – 1913) правителството на Николай II показва решимост да поднови ролята си на покровител на южните славяни.
През 1914 г. Русия се намесва в Първата световна война като един от стожерите на Антантата. Първоначално участието ѝ е успешно, но постепенно идват пораженията при Таненберг и Мазурските езера (1914). През лятото на 1915 г. Германия завзема Полша и Литва. Същата година Николай II поема сам върховното командване. Военните неуспехи, отстъплението по целия Източен фронт, непрекъснатите мобилизации, които парализират стопанския живот, гладът в градовете и огромната власт на фаворита Распутин постепенно подкопават авторитета на монарха. В началото на 1917 г. политическите стачки в редица големи градове на империята прерастват във въстание. Февруарската революция заварва Николай II в главната му квартира в Могильов. На 12 март 1917 г. той разпуска Думата, която обаче продължава да заседава заедно със Съвета на работническите и войнишките депутати в Петроград като временен комитет (правителство). В него влизат всички политически партии без представителите на крайната десница. Решението на новото правителство да се поиска абдикацията на Николай II, му е предадено в Псков. Той го подписва без съпротива на 15 март и се отказва от престола в полза на по-малкия си брат, великия княз Михаил Александрович. Последният също отказва да управлява в този критичен момент. Така е сложен край на руската монархия и настията Романови.
Николай II се жени през 1894 г. за Александра (Аликс Виктория Елена Луиза Беатриса) Фьодоровна (1872 – 1918), дъщеря на великия херцог Лудвиг IV фон Хесен-Дармщат, от която има пет деца: Олга (*1895); Татяна (*1897); Мария (*1899); Анастасия (1901) и Алексей (*1904). След абдикацията цялото семейство първоначално е изолирано в резиденцията в Царское село, след това е интернирано в Тоболск и накрая в Екатеринбург. Поради приближаването на Бялата армия Николай II е разстрелян заедно с цялото си сейство от болшевиките в нощта на 16 срещу 17 юли 1918 г. в Екатеринбург. Същата участ постига и брат му Михаил Александрович и много други роднини на последния руски император.

## Царе и императори на Русия от династията Романови
- 1613 – 1645: Михаил Фьодорович (12.12.1596 – 13.7.1645), син на московския патриарх Фьодор (Филарет)
- 1645 – 1676: Алексей I Михайлович Тихия (19.3.1629 – 29.1.1676), син на предходния
- 1676 – 1682: Фьодор III Алексеевич (30.5.1661 – 27.4.1682), първи син на Алексей I Михайлович
- 1682 – 1696: Иван V Алексеевич (27.8.1666 – 29.1.1696), втори син на Алексей I Михайлович
- 1682 – 1725: Петър I Велики (30.5.1672 – 28.1.1725), от 1721 император, трети син на Алексей I Михайлович
- 1725 – 1727: Екатерина I Алексеевна (5.4.1684 – 6.5.1727), съпруга на Петър I Велики
- 1727 – 1730: Петър II (12.10.1715 – 18.1.1730), внук на Петър I Велики
- 1730 – 1740: Анна Ивановна (28.1.1693 – 17.10.1740), втора дъщеря на Иван V Алексеевич
- 1740 – 1741: Иван VI Антонович (2.8.1740 – 4.7.1764), правнук на Иван V Алексеевич
- 1741 – 1761: Елисавета Петровна (18.12.1709 – 25.12.1761), втора дъщеря на Петър I Велики[5]
- 1761 – 1762: Петър III Фьодорович (21.2.1728 – 5.7.1762); херцог на Холщайн (Карл-Петер-Улрих (1739 – 1762), внук на Петър I Велики
- 1762 – 1796: Екатерина II Велика (2.5.1729 – 6.11.1796), втора съпруга на Петър III Фьодорович
- 1796 – 1801: Павел I Петрович (20.9.1754 – 12.3.1801); херцог на Холщайн (Паул 1762 – 1773), син на Петър III Фьодорович
- 1801 – 1825: Александър I Павлович Благословения (12.12.1777 – 19.11.1825), първи син на Павел I Петрович
- 1825 – 1855: Николай I Павлович (25.6.1796 – 18.2.1855), трети син на Павел I Петрович
- 1855 – 1881: Александър II Николаевич Освободител (17.4.1818 – 1.3.1881), син на Николай I Павлович
- 1881 – 1894: Александър III Александрович Миротворец (26.2.1845 – 20.10.1894), втори син на Александър II Николаевич
- 1894 – 1917: Николай II Александрович (6.5.1868 – 16/17.7.1918), първи син на Александър III Александрович.[6]